# コートニー・シンプソン
コートニー・シンプソン（Courtney Simpson、1985年5月9日 - ）は、アメリカ合衆国のポルノ女優。アリゾナ州出身。